# Racjonalna ignorancja
Racjonalna ignorancja jest terminem często spotykanym w ekonomii, szczególnie w teorii publicznego wyboru, ale również w innych dziedzinach badających kryteria racjonalności decyzji: teoria decyzji, prakseologia, psychologia, czy teoria gier.
Ignorancja jest racjonalna wtedy, gdy koszt uzyskania informacji istotnej dla podjęcia decyzji, jest wyższy niż oczekiwana wartość korzyści, przez co nieracjonalne jest jego poniesienie. Racjonalna ignorancja ma duży wpływ, gdy decyzja jest podejmowana przez dużą liczbę osób (np. wybory), gdyż wtedy prawdopodobieństwo, że jeden głos zmieni ostateczny wynik, jest bardzo małe.